# Santa Vitória (Beja)
Santa Vitória era una freguesia portuguesa del municipio de Beja, distrito de Beja.

## Historia
Fue suprimida el 28 de enero de 2013, en aplicación de una resolución de la Asamblea de la República portuguesa promulgada el 16 de enero de 2013 al unirse con la freguesia de Mombeja, formando la nueva freguesia de Santa Vitória e Mombeja.